# Tatort: Das Wunder von Wolbeck
Das Wunder von Wolbeck ist ein Fernsehfilm aus der Fernseh-Kriminalreihe Tatort.
Der Film wurde vom WDR produziert und am 25. November 2012 nahezu zeitgleich von den Sendern Das Erste, ORF 2 und SF 1 erstmals ausgestrahlt. Er ist die 851. Folge der gesamten Tatort-Reihe und der 22. Fall mit dem von Axel Prahl und Jan Josef Liefers dargestellten Ermittlerduo Thiel und Boerne, das damit sein zehnjähriges Fernsehjubiläum beging. Die Folge ist die erste aus Münster, die in HD ausgestrahlt wurde.

## Handlung
Der Landarzt und Heilpraktiker Raffael Lembeck wird eines Morgens von seiner Frau Stella, die ein Drogenproblem hat, auf einem restaurierten Hof bei Wolbeck vor den Toren Münsters tot aufgefunden. Erst vor vier Jahren ist die Lehrerin aus Stuttgart nach Wolbeck in das Heimatdorf ihres Mannes gezogen. Kaum trifft die Polizei ein, flüchtet ein Unbekannter mit Akten, einem Computer und dem Inhalt des Gefrierschranks. Prof. Karl-Friedrich Boerne stellt am Tatort fest, dass der Tote in seiner Praxis nach einem Schlag stürzte und daraufhin über mehrere Stunden qualvoll verblutete.
Kommissar Frank Thiel und Boerne erfahren bei ihren Ermittlungen von den Dorfbewohnern, dass es Spannungen mit der Familie Kintrup vom Nachbarhof, auf dem Lembeck bei Bauer Moritz Kintrup nicht gern gesehen war, gegeben hat, obwohl die junge polnischstämmige Dolmetscherin Milena Kintrup den Arzt sehr schätzte und früher mit seiner Ehefrau befreundet war. Diese Freundschaft ging in die Brüche, als Milena schwanger wurde und Stella Lembeck im vierten Monat ihr Kind verlor. Ruth Kintrup hingegen, die in Ostpreußen als Freifrau von Miggental geboren wurde, hat ein eisiges Verhältnis zu ihrer Schwiegertochter Milena und verdrängt offenbar Geschehnisse aus der Nachbarschaft. Aus den Streitereien zwischen seiner Mutter und seiner Ehefrau hält sich der Bauer Moritz Kintrup konsequent heraus und kümmert sich stattdessen um seine Glanrinder, eine historische Rasse, von der es nur noch etwa 2000 Tiere gibt.
Lembecks Kumpel aus dem Dorf, die drei Brüder Krien – Gastwirt Thomas, Schlachter Bert und Elektroinstallateur Gert –, versuchen, ein dunkles Geheimnis zu verbergen. In die Dorfkneipe, die Thomas zusammen mit seiner Frau Jutta betreibt, ziehen sich die drei Brüder regelmäßig zurück, anstatt die Ermittlungen zu unterstützen. Die Kriminalbeamtin Nadeshda Krusenstern bringt ans Licht, dass das Opfer den Hof von den drei Krien-Brüdern weit unter Wert erworben hatte. Offenbar hatte er jedoch weitere 100.000 Euro schwarz und in bar an die Krien-Brüder nachgeschossen. Eine Woche zuvor waren Moritz Kintrup von seinem Hof 100.000 Euro entwendet worden. Nachdem Thiel die Krien-Brüder subtil unter Druck gesetzt hat, lenken diese ein und berichten, dass sie den Hof an Moritz Kintrup verkaufen wollten, der ihn als Alterswohnsitz für seine Mutter erwerben wollte. Diese war von der Idee ihres Sohnes indes keineswegs begeistert. Der Kontrakt wäre dennoch fast mit Moritz Kintrup zustande gekommen, wenn dieser nicht im letzten Moment das Angebot nach unten korrigiert hätte, während Raffael Lembeck sein Angebot erhöhte. Damit der Hof nicht an Moritz Kintrup fiel und dieser seine Mutter Ruth dorthin abschieben konnte, hatte Ruth Kintrup ihrem Nachbarn Raffael Lembeck 100.000 Euro zum Erwerb des Grundstücks gegeben und behauptet, ihre ungeliebte Schwiegertochter Milena habe das Geld gestohlen. Mit dieser Finanzspritze konnte Lembeck den Hof von den Krien-Brüdern erwerben.
Raffael Lembecks alternative Behandlungsmethoden, mit denen er rätselhafte Fortpflanzungserfolge aufzuweisen hatte, waren insbesondere bei Frauen so beliebt, dass vermögende Patientinnen sogar aus Übersee anreisten, um sich ihren Kinderwunsch erfüllen zu lassen. Herbert Thiel entdeckte die Strecke zwischen dem Flughafen Düsseldorf und dem Wolbecker Hof für sich als lukrative Fahrtstrecke mit dem Taxi, für die er einen Exklusivvertrag mit Lembeck aushandelte.
Die Ermittlungen treten auf der Stelle, doch den beiden ehemaligen Freundinnen Milena und Stella gelingt es, ihre Freundschaft wieder aufleben zu lassen, nachdem Stella Milenas Kind Theo akzeptiert hat. Milena fasst sogar so viel Vertrauen zu ihr, dass sie Theo in die Arme ihrer Freundin legt.
Die Stimmung zwischen Thiel und Boerne hingegen ist aufgrund offener Spielschulden in Höhe von 120 Euro nach einer Schachpartie getrübt, die Thiel trotz der ihm von Boerne gestellten Rubinstein-Falle für sich entscheiden konnte. Für die Stimmung ist es wenig förderlich, dass Haarproben, die Boerne dem Opfer unter dessen Fingernägeln entnehmen konnte, von einer Ziege gefressen werden, als Boerne seinen Wagen auf einer Weide für einen Moment aus den Augen lässt. Boerne verschweigt dieses Malheur ebenso wie die Tatsache, dass der Tote ein Hämatom auf der linken Wange aufweist, das von einem Siegelring stammt und recht deutlich die Gravur des Schmuckstücks zeigt. Um die Situation zu retten, versucht Boerne ohne das Wissen von Thiel, das Rätsel um den Besitzer des Siegelrings im Alleingang zu lösen, indem er Moritz Kintrup Einblick in die Unterlagen und Fotografien der Obduktion gibt. Thiel gelingt es derweil, Gen-Material aus Rasierapparaten, Windeln und von Schnullern zu sammeln, das Gerichtsmediziner Boerne im Labor verwerten kann. Staatsanwältin Wilhelmine Klemm ordnet daraufhin einen DNA-Test in Wolbeck an, um Vergleichsproben zu erhalten und Klarheit über die Verwandtschaftsverhältnisse der Dorfbewohner zu bekommen.
Kaum scheinen die Ermittlungen Fahrt aufzunehmen, verschwindet Theo, Milenas Baby. Stella entführt den Sohn ihrer Nachbarin, nachdem Thiel ihr mitgeteilt hat, dass ihr Mann Raffael der Vater des Kindes von Milena ist, die eine Samenspende empfing, weil ihr Mann Moritz nicht zeugungsfähig ist. Thiel und Boerne können Stella im Münsteraner Hafen stellen, wo sie auf einen hohen, stillgelegten Verladekran flüchtet. Nach einer lautstarken Auseinandersetzung mit Thiel entgleitet ihr die Windel aus den Armen und fällt zu Boden. Boerne stellt fest, dass nicht Theo im Hafenbecken gelandet ist, sondern ein Teddy. Theo befindet sich derweil unversehrt auf dem Rücksitz von Stellas Auto.
Es stellt sich heraus, dass Raffael Lembeck durch Samenspenden der drei Krien-Brüder denjenigen seiner Patientinnen zu Nachwuchs verholfen hat, deren Partner zeugungsunfähig waren. Daraufhin verlässt Jutta Krien ihren Mann Thomas.
Ruth Kintrup hatte vor Lembecks Tod einen Vaterschaftstest durchführen lassen, der Raffael Lembeck als Vater von Theo auswies. Das Ergebnis teilte sie ihrem Sohn Moritz mit. Daraufhin ging Moritz zu Raffael Lembeck, der ihm riet, sein Kind als „Wunder von Wolbeck“ anzusehen. In blanker Wut streckte Moritz den Arzt mit einem Fausthieb zu Boden. Durch den Siegelring, den Thiel und Boerne auf einem Hochzeitsfoto von Moritz und Milena Kintrup entdecken, können sie Moritz als Täter überführen. Doch auch Ruth Kintrup suchte Lembeck des Nachts auf, weil sie sich schuldig fühlte, ihrem Sohn von dem Ergebnis des Vaterschaftstests erzählt zu haben. Sie sah Lembeck verletzt am Boden liegen und ließ ihn verbluten. Ihrem Sohn teilte sie mit, dass es Lembeck gut gehe. Thiel unterstellt ihr jedoch, dass sie lediglich ihren Sohn schützen will, um selber für den Tod des Arztes verantwortlich gemacht zu werden.
Als Thiel den Verdächtigen Moritz Kintrup zum Wagen führt, gesteht Ruth Kintrup, dass sie vor etwa 40 Jahren von Eugen „Arschloch“ Krien, dem Vater der Krien-Brüder, vergewaltigt worden ist. Aus dieser Tat ist ihr Sohn Moritz hervorgegangen. Die Vergewaltigung hat sich in dem Stall abgespielt, in dem auch Lembeck starb. Es hatte nichts mit Lembeck zu tun, dass Ruth Kintrup ihn sterben ließ, sondern einzig mit dem Ort des Geschehens.
Thiel führt Moritz Kintrup ab, der seine Mutter, seine Frau und seinen Sohn auf dem Hof zurücklassen muss.
|              |              | ?            | ?            | ?            | ?            | ? | ? |              |              | Eugen Krien  | Eugen Krien  | Eugen Krien  | Eugen Krien  | Eugen Krien | Eugen Krien |              |              |              |              |              |              |          |          |             |             |             |             |             |             |  |  |                |                |                |                | Ruth Kintrup   | Ruth Kintrup   | Ruth Kintrup | Ruth Kintrup | Ruth Kintrup | Ruth Kintrup |   |   |   |   |  |  |                |                |                |                |                |                |  |  |                   |                   |                   |                   |                   |                   |  |  |   |   |   |   |   |   |  |  |                |                |                |                |                |                |
|              |              | ?            | ?            | ?            | ?            | ? | ? |              |              | Eugen Krien  | Eugen Krien  | Eugen Krien  | Eugen Krien  | Eugen Krien | Eugen Krien |              |              |              |              |              |              |          |          |             |             |             |             |             |             |  |  |                |                |                |                | Ruth Kintrup   | Ruth Kintrup   | Ruth Kintrup | Ruth Kintrup | Ruth Kintrup | Ruth Kintrup |   |   |   |   |  |  |                |                |                |                |                |                |  |  |                   |                   |                   |                   |                   |                   |  |  |   |   |   |   |   |   |  |  |                |                |                |                |                |                |
|              |              |              |              |              |              |   |   |              |              |              |              |              |              |             |             |              |              |              |              |              |              |          |          |             |             |             |             |             |             |  |  |                |                |                |                |                |                |              |              |              |              |   |   |   |   |  |  |                |                |                |                |                |                |  |  |                   |                   |                   |                   |                   |                   |  |  |   |   |   |   |   |   |  |  |                |                |                |                |                |                |
|              |              |              |              |              |              |   |   |              |              |              |              |              |              |             |             |              |              |              |              |              |              |          |          |             |             |             |             |             |             |  |  |                |                |                |                |                |                |              |              |              |              |   |   |   |   |  |  |                |                |                |                |                |                |  |  |                   |                   |                   |                   |                   |                   |  |  |   |   |   |   |   |   |  |  |                |                |                |                |                |                |
| Bert Krien ⚭ | Bert Krien ⚭ | Bert Krien ⚭ | Bert Krien ⚭ | Bert Krien ⚭ | Bert Krien ⚭ |   |   | Gert Krien ⚭ | Gert Krien ⚭ | Gert Krien ⚭ | Gert Krien ⚭ | Gert Krien ⚭ | Gert Krien ⚭ |             |             | Thomas Krien | Thomas Krien | Thomas Krien | Thomas Krien | Thomas Krien | Thomas Krien |          |          | Jutta Krien | Jutta Krien | Jutta Krien | Jutta Krien | Jutta Krien | Jutta Krien |  |  | Moritz Kintrup | Moritz Kintrup | Moritz Kintrup | Moritz Kintrup | Moritz Kintrup | Moritz Kintrup |              |              | ⚭            | ⚭            | ⚭ | ⚭ | ⚭ | ⚭ |  |  | Milena Kintrup | Milena Kintrup | Milena Kintrup | Milena Kintrup | Milena Kintrup | Milena Kintrup |  |  | Raffael Lembeck † | Raffael Lembeck † | Raffael Lembeck † | Raffael Lembeck † | Raffael Lembeck † | Raffael Lembeck † |  |  | ⚭ | ⚭ | ⚭ | ⚭ | ⚭ | ⚭ |  |  | Stella Lembeck | Stella Lembeck | Stella Lembeck | Stella Lembeck | Stella Lembeck | Stella Lembeck |
| Bert Krien ⚭ | Bert Krien ⚭ | Bert Krien ⚭ | Bert Krien ⚭ | Bert Krien ⚭ | Bert Krien ⚭ |   |   | Gert Krien ⚭ | Gert Krien ⚭ | Gert Krien ⚭ | Gert Krien ⚭ | Gert Krien ⚭ | Gert Krien ⚭ |             |             | Thomas Krien | Thomas Krien | Thomas Krien | Thomas Krien | Thomas Krien | Thomas Krien |          |          | Jutta Krien | Jutta Krien | Jutta Krien | Jutta Krien | Jutta Krien | Jutta Krien |  |  | Moritz Kintrup | Moritz Kintrup | Moritz Kintrup | Moritz Kintrup | Moritz Kintrup | Moritz Kintrup |              |              | ⚭            | ⚭            | ⚭ | ⚭ | ⚭ | ⚭ |  |  | Milena Kintrup | Milena Kintrup | Milena Kintrup | Milena Kintrup | Milena Kintrup | Milena Kintrup |  |  | Raffael Lembeck † | Raffael Lembeck † | Raffael Lembeck † | Raffael Lembeck † | Raffael Lembeck † | Raffael Lembeck † |  |  | ⚭ | ⚭ | ⚭ | ⚭ | ⚭ | ⚭ |  |  | Stella Lembeck | Stella Lembeck | Stella Lembeck | Stella Lembeck | Stella Lembeck | Stella Lembeck |
|              |              |              |              |              |              |   |   |              |              |              |              |              |              |             |             |              |              |              |              |              |              |          |          |             |             |             |             |             |             |  |  |                |                |                |                |                |                |              |              |              |              |   |   |   |   |  |  |                |                |                |                |                |                |  |  |                   |                   |                   |                   |                   |                   |  |  |   |   |   |   |   |   |  |  |                |                |                |                |                |                |
| 2 Kinder     | 2 Kinder     | 2 Kinder     | 2 Kinder     | 2 Kinder     | 2 Kinder     |   |   | 3 Kinder     | 3 Kinder     | 3 Kinder     | 3 Kinder     | 3 Kinder     | 3 Kinder     |             |             |              |              |              |              | 4 Kinder     | 4 Kinder     | 4 Kinder | 4 Kinder | 4 Kinder    | 4 Kinder    |             |             |             |             |  |  |                |                |                |                |                |                |              |              |              |              |   |   |   |   |  |  | Theo           | Theo           | Theo           | Theo           | Theo           | Theo           |  |  |                   |                   |                   |                   |                   |                   |  |  |   |   |   |   |   |   |  |  |                |                |                |                |                |                |
| 2 Kinder     | 2 Kinder     | 2 Kinder     | 2 Kinder     | 2 Kinder     | 2 Kinder     |   |   | 3 Kinder     | 3 Kinder     | 3 Kinder     | 3 Kinder     | 3 Kinder     | 3 Kinder     |             |             |              |              |              |              | 4 Kinder     | 4 Kinder     | 4 Kinder | 4 Kinder | 4 Kinder    | 4 Kinder    |             |             |             |             |  |  |                |                |                |                |                |                |              |              |              |              |   |   |   |   |  |  | Theo           | Theo           | Theo           | Theo           | Theo           | Theo           |  |  |                   |                   |                   |                   |                   |                   |  |  |   |   |   |   |   |   |  |  |                |                |                |                |                |                |

|  |  | Familien- bzw. Eheverhältnis    |
|  |  |                                 |
|  |  | Elternschaft ohne Eheverhältnis |
|  |  |                                 |

## Hintergrund
Der Film wurde an verschiedenen Orten in Münster und Köln gedreht. Die Dreharbeiten begannen am 17. April 2012. Ab dem 20. April 2012 wurde in Münster gedreht. Am 5. Mai 2012 wurde am stillgelegten Verladekran im Münsteraner Hafen vor dem Flechtheim- und dem Rhenusspeicher sowie dem GuD-Kraftwerk gedreht. Zudem wurde in Münster an der Salzstraße sowie vor der Stadtbücherei und der Lambertikirche gedreht. Weitere Dreharbeiten fanden in Münster-Wolbeck statt. Schließlich wurde an der Wolbecker Landstraße gedreht. Das Filmteam verbrachte zwei Drehtage in Münster. In einer Szene, in der über die Dächer der Stadt Münster geblickt wird, sind das Stadthaus, die Lamberti-, die Dominikaner-, die Heilig-Kreuz- sowie die Clemenskirche zu sehen. Die Aufnahmen, die auf dem Hof des getöteten Arztes Raffael Lembeck spielen, wurden zwei Wochen lang auf Gut Asperschlag in Niederaußem gedreht. Hier entstand zugleich an der Dormagener Straße die Szene, in der Thiel eine Imbissbude besucht und im Hintergrund das Kraftwerk Niederaußem zu sehen ist, das bereits im Filmvorspann gezeigt wird. Die gegen Ende des Films enthaltene Szene, die Thiel und Boerne vor einer Kirche zeigt, wurde in Hüchelhoven vor der St. Michaelskirche aufgezeichnet, wo an der Nikolaus-Adams-Straße zugleich die Szenen in und vor der Dorfkneipe entstanden. Die Dreharbeiten endeten am 22. Mai 2012, abweichenden Angaben zufolge dauerten sie einen Tag länger.
Am 22. Oktober 2012 erfolgte die Vorführung in der UCI Kinowelt im Colosseum in Berlin, in der Mundsburg in Hamburg sowie in Düsseldorf. Tags darauf wurde der Film im Mathäser Filmpalast in München gezeigt. Am 15. November 2012 wurde die Folge in drei ausverkauften Vorstellungen im Cineplex Münster vor insgesamt 3.000 Zuschauern vorgeführt. Dabei waren die Schauspieler Axel Prahl, Christine Urspruch, Lisa Feller und Claus D. Clausnitzer sowie der Regisseur Matthias Tiefenbacher zugegen. Zudem waren der Leiter der Abteilung Fernsehfilm, Kino und Serie des WDR Prof. Gebhard Henke, Redakteurin des WDR Nina Klamroth sowie die Produzentinnen Iris Kiefer und Katrin Kuhn anwesend. Sie wurden vom amtierenden Oberbürgermeister Markus Lewe begrüßt.
Vor der Erstausstrahlung der Folge machte Das Wunder von Wolbeck damit Schlagzeilen, dass sich im Fernseh-Werbetrailer der ARD ein Schreibfehler eingeschlichen hatte, der den Stadtteil fälschlicherweise als „Wohlbeck“ auswies. Die Prisma teilt in ihrer Filmkritik diese Schreibweise. Von der WDR-Pressestelle wurde eine schnellstmögliche Korrektur angekündigt.
Boerne fährt einen in Dülmen gefertigten Wiesmann Roadster MF3 mit 343 PS.
Die Aufschrift „Wolbeck – Stadt Münster – Regierungsbezirk Münster“, die im Film auf dem Ortseingangsschild Wolbecks zu lesen ist, wurde 1975 durch den Vermerk „Wolbeck – Stadtteil Münster“ ersetzt.
Die beiden Schauspieler Stephan Kampwirth und Jan-Peter Kampwirth, die in den Rollen des Moritz Kintrup und Bert Krien zu sehen sind, sind Brüder.

## Rezeption

### Einschaltquoten
Die Erstausstrahlung von Das Wunder von Wolbeck am 25. November 2012 wurde in Deutschland insgesamt von 12,11 Millionen Zuschauern gesehen und erreichte einen Marktanteil von 31,7 % für Das Erste, in der Gruppe der 14- bis 49-jährigen Zuschauer konnten 4,13 Millionen Zuschauer und ein Marktanteil von 26,5 % erreicht werden. Der Film erzielte damit die höchste Tatort-Einschaltquote seit 1993. Damit setzte sich Das Wunder von Wolbeck deutlich gegen die zeitgleich erfolgte deutsche Free-TV-Premiere der bei ProSieben ausgestrahlten US-amerikanischen Actionkomödie Knight and Day durch und konnte mehr Zuschauer gewinnen als das eine Stunde zuvor ausgestrahlte letzte Rennen der Formel-1-Saison 2012, bei der Sebastian Vettel zum dritten Mal in Folge Weltmeister wurde.
In Österreich wurden 700.000 Zuschauer erreicht und damit eine durchschnittliche Reichweite von 10 % sowie ein Marktanteil von 16 % erzielt.

### Kritik
Der Film erhielt gemischte Kritiken. Mehrere Kritiker merkten positiv an, dass der Film bemüht sei, neue Wege zu beschreiten, und dabei zu unterhalten wisse. Mehrfach wurde negativ bewertet, dass der ohnehin üblicherweise nicht von der Spannung lebende Münsteraner Tatort in dieser Folge zu stark auf Komik setze und mitunter Längen aufweise.
Liefers vertritt die Meinung, die Folge sei „nicht klamaukiger als früher“, und mutmaßt: „vielleicht haben die Zuschauer diesen Eindruck, weil sie schon einige Folgen gesehen haben und jeder Fall ein Krimi-Spaß ist“.

#### Überwiegend positive Kritiken
Das Wunder von Wolbeck sei „traurig, tragisch und bewegend“. Der Film erinnere an einen Western, merkte Darstellerin Christine Urspruch bei der Premiere in Münster an. Es handele sich um einen „phantasievollen Film“, der eine „ungewohnte Erzählweise“ nutze und mit einer „unkonventionellen Montage“ daherkomme, konstatiert Rainer Tittelbach. Die Folge „geht aufs Land und bricht auch sonst aus der Krimikomödien-Routine“ des Münster-Tatorts. Das Drehbuch „sucht nicht die sichere Pointe, den schnellen Lacher, hier bleibt das Schräge nicht an der Oberfläche, sondern geht tiefer“. „Die westfälische Mundfaulheit tut dem Film gut“, in dem „Durchgeknalltes dominiert“ und sich die Filmsprache an die Absurditäten anpasse. „Die Groteske gewinnt die Oberhand“, doch „platt ist hier nur das Land“.
Die Redaktion von TV Spielfilm hält die Folge für eine „gut besetzte Countrygroteske“, die jedoch die Frage aufwerfe, „wann genau im Laufe der letzten zehn Jahre das Element ‚Krimi‘ abhanden gekommen“ sei. Sie stellt sich daher die Frage: „Wann wird's endlich mal wieder spannend?“ Jens Szameit vom Teleschau Mediendienst sah „einen lakonischen Westfalen-Western mit staubtrockenen Pointen um einen Fall, der geradezu unverschämt in die Länge gezogen wird“. „Der feine Humor ist das nicht“, urteilt er, räumt zugleich jedoch ein: „amüsant ist das Ganze fraglos schon“.
Miriam Hollstein schreibt in der Welt am Sonntag: „Ein Wiederkäuer ist dieser ‚Tatort‘ nicht. Er ist um Überraschungen bemüht.“ Das Schauspiel von Lina Beckmann in der Rolle der Stella Lembeck sei „etwas zu theaterhaft“. Die Folge sei „visuell elegant inszeniert“ und „mit einigen hübschen Einfällen durchsetzt“. Den drei Schauspielern, die die Krien-Brüder darstellen, wurde eine Ähnlichkeit mit den Ludolfs attestiert. Ermittler Thiel und Gerichtsmediziner Boerne kommen „wie gewohnt mit bissigen Wortwechseln“ daher. Die Folge sei „erholsam frei von Gesellschaftskritik“, doch komme die Handlung „nur schwerfällig voran“.
Nach Urteil von Jan Rößmann vom Stern ist die Folge „ein zünftiger Spaß“. Sie „erfüllt die Erwartungshaltung der ‚Tatort‘-Fans, und das verheißt einen lohnenden Sofa-Abend. Denn die Ansprüche an das populärste Sonntagabendteam des Landes sind mittlerweile hoch: Heiter, heimelig und hintergründig soll es sein.“ Lina Beckmann spiele ihre Rolle „grandios durchgeknallt“. Die Episoden aus Münster seien „traditionell absurd“, Das Wunder von Wolbeck verfolge allerdings „eine grotesk-geniale Plot-Idee“ und treibe damit „den Irrwitz auf die Spitze“. Die „Rahmen- und Kernhandlung greifen optimal ineinander“, die mit passender „Country-Mucke und Irish Folk“ unterlegt ist. Einige „Zeugungszoten“ seien „zu derb“ gewählt, auch passe „Boernes Provinz-Bashing“ nicht zur „sonst so lokalpatriotischen Linie“ der Tatort-Produzenten, doch der „selbstironische Umgang der Drehbuchschreiber mit der eigenen Piefigkeit“ verhilft der Folge „zu ihren Glanzmomenten“. „Durch den roten Faden und die launigen Sprüche stimmt die Spannungskurve.“ Erfreulich sei, dass die Episode „aufgeweckte ‚Tatort‘-Fans zur sonntagabendlichen Sofa-Debatte über Kinderwünsche, Mordmotive und den Preis der eigenen Fortpflanzung“ zu provozieren vermöge und daher „sich auch nach 22 Episoden das Einschalten“ lohne.
Hubert Spiegel von der Frankfurter Allgemeinen Zeitung ist der Meinung, dass „brachialer Humor“ gewählt wurde, um der Folge, die „das Genre verändert“ habe, zum Erfolg zu verhelfen. Einige Pointen seien „zwar mehr altbacken als subtil, [das] kommt aber offenbar besonders beim jungen Publikum gut an“. Den Erfolg der Münsteraner Tatort-Folgen sieht Hubert Spiegel darin, dass „ein klassisches Erfolgsrezept des ‚Tatorts‘ originell variiert wird: sozial relevante Themen werden verboulevardisiert, ohne darüber den dramatischen Kern des Falles je ganz aus dem Auge zu verlieren“. So sei die Folge eine „kleine Tragödie und harmlose Farce zugleich“, die allerdings gewisse Längen aufweise, denn „die Aufklärungsarbeit stolpert eher mühsam voran“. Das „fröhlich zusammengeschusterte Drehbuch“ funktioniere dank „Countrymusik und Rodeoromantik“ sowie einer guten Leistung der Darsteller. Friederike Kempter werde zwar „in dieser Folge besonders unbarmherzig an den Rand des Geschehens gedrängt“, doch Lina Beckmann, Stephan Kampwirth sowie Hildegard Schmahl böten eine solide Vorstellung.
Karin Völker von den Westfälischen Nachrichten urteilt, die Folge biete eine „schöne Mischung von verschrobener Exzentrik, schwarzem Humor und reichlich Klamauk […] vor der Kulisse bieder-ländlicher Idylle und dumpfer Beamten-Spießigkeit“. Laut ihrer Kollegin Petra Noppeney wird „der zum Ende hin sehr zähe Fall […] wieder sehr abstrus“ gelöst, indem er sich einer „kruden dramaturgischen Krücke“ bediene. „In der Fall-Konstruktion liegt definitiv nicht die Stärke“ dieser Folge, an den „Frotzeleien“ der Protagonisten könne jedoch Gefallen gefunden werden.

#### Überwiegend negative Kritiken
Holger Gertz von der Süddeutschen Zeitung ist der Meinung: „Münster ist den Leuten heilig, Münster ist wie Guttenberg vor der Affäre. In Münster können sie alles machen und darauf vertrauen, dass die Masse fordern wird: Gebt uns mehr davon.“ Zugleich befürchtet er jedoch, dass „diese Masche irgendwann totgeritten“ sein könne. Dieser Zeitpunkt könne mit der Folge Das Wunder von Wolbeck gekommen sein, mit der „Regisseur Matthias Tiefenbacher etwas gewagt“ habe. Mit einer „ziemlich schwergängigen Geschichte“ sei daraus jedoch „eine Groteske mit seltsamen Menschen und seltsamen Tieren“ entstanden.
Das Wunder von Wolbeck stellt nach dem Urteil von Christian Buß von Spiegel Online „Tatort-Murks aus Münster“ dar. „Mit der Dramaturgie“ gehe es in der Folge „steil bergab“. Zugleich fehle es an „Fingerspitzengefühl“, wenn eine „besonders unappetitliche Folge, eine Abfolge von ironischen Betrachtungen zum Thema Kinderwunsch und Rinderzucht“ gezeigt werde. Damit reduziere sich die Folge auf eine „Körpersaft-Burleske aus dem Münsterland“.
Detlef Hartlap von Prisma ist der Meinung, dass Lina Beckmanns Rolle „zu flach angelegt sei, um ihr Können abzufordern“, das Schauspiel von Julia Krynke hingegen sei „hervorragend“. In der Folge stecke „ein Übermaß Tragik“, die „verwässert“ werde, so dass sie der „schwächste Münster-Tatort“ sei. Hartlap vergab drei von fünf möglichen Punkten.
Nach dem Urteil von Ralf Heimann von der Münsterschen Zeitung handelt es sich bei dem Film um einen „überdrehten“ Krimi, der mit „einem Zotenfeuerwerk“ zu einer zugegebenermaßen „sehr erfolgreichen Folge“ avancierte.
Johannes Loy von den Westfälischen Nachrichten teilt nicht die Meinung seiner beiden Kolleginnen Völker und Noppeney, sondern bezeichnet die Folge als „Wolbeck-Pleite“ aufgrund der verhältnismäßig wenigen Szenen, die im Münsterland entstanden sind, wodurch die Region nicht „authentisch im Bilde“ gezeigt werde.

### Zuschauerreaktionen
Die Folge polarisierte das Publikum. In der Zuschauerrangliste der Website Tatort-Fundus rangierte Das Wunder von Wolbeck wenige Tage nach der Ausstrahlung unter den bis dahin 851 veröffentlichten Tatort-Folgen im Bereich um den 830. Platz. Der Film lag damit als am schlechtesten bewerteter Münster-Tatort etwa 400 Ränge hinter dem am zweitschlechtesten bewerteten Fall des Ermittlerteams.
Von der Münsteraner Bevölkerung wurde der Film gemischt bewertet. Kritische Stimmen sprachen von fehlendem Lokalkolorit, wünschten sich Bilder mit Wiedererkennungswert vom Wolbecker Tiergarten oder der Burg Wolbeck und kritisierten ein vermitteltes Zerrbild Wolbecks durch die Darstellung einer rheinischen Kneipe. Abgedruckte Leserbriefe in den lokalen Tageszeitungen wiesen eine negative Tendenz auf. Einer nicht repräsentativen Umfrage der Münsterschen Zeitung zufolge, bei der 1.828 Stimmen hinsichtlich der Frage „Hat Ihnen der Jubiläums-Tatort gefallen?“ abgegeben wurden, antworteten 19,86 % mit Ja, 69,86 % mit Nein und 10,28 % gaben an, die Folge nicht gesehen zu haben.
Dass die Zuschauerreaktionen dermaßen unterschiedlich ausfallen und im Internet zwischen Befürwortern und Kritikern der Folge „ein richtiger kleiner Fight ausgebrochen ist, finde ich super“, bekannte Drehbuchautor Wolfgang Stauch. Die beiden Hauptdarsteller des Münster-Tatorts wurden nach der Ausstrahlung der Folge vom Wolbecker Gewerbeverein nach Wolbeck eingeladen.
Am 4. Februar 2013, dem Montag vor Rosenmontag (Ziegenbocksmontag), schmückte der Wolbecker Karnevalsverein einen Umzugswagen mit der Aufschrift: „Wunder von Wolbeck bieten wir, nur war’n Thiel und Co nie hier!“